# ミス・ド・ヴェール
『ミス・ド・ヴェール』（フランス語: Miss de Vère、英語: Miss de Vère (English Jig)）は、ジョルジュ・メリエスが監督し、1896年に制作されたフランスのサイレント映画。メリエスのスター・フィルム社からリリースされ、カタログ番号45が付けられていた。タイトルとなっている演者の「ミス・ド・ヴェール」は、ダンサーで女優でもあったエリゼ・ド・ヴェールである。彼女は、妹のクレメンティン・ド・ヴェールとともに、父はシャルル・ド・ヴェール（Charles de Vère、本名 H. S. G. Williams）という奇術師のイングランド人で、彼はパリに店を構えて、手品の道具や電気器具、フィルムなどを商っていた。
『ミス・ド・ヴェール』は完全な形では残されていないと考えられているが、レオン・ビューリュ (Léon Beaulieu) が1896年か1897年頃に制作したフリップブックが2010年代半ばに、とある個人のコレクションから再発見され、この映画の断片を保存したものと思われている。